# Philipp Anzenberger
Philipp Anzenberger (* 1986 in Bruck an der Mur) ist ein österreichischer Jurist.

## Leben
Nach der Matura 2004 am BG/BRG Bruck an der Mur studierte er ab 2005 Rechtswissenschaften, Betriebswirtschaftslehre (
USW) und Geographie (USW) an der Karl-Franzens-Universität Graz. Nach dem Abschluss des Diplomstudiums der Rechtswissenschaften 2010 war er von 2011 bis 2014 Universitätsassistent am Institut für Zivilverfahrensrecht und Insolvenzrecht. Nach dem Abschluss des Masterstudiums der Betriebswirtschaftslehre (USW) 2011, dem Abschluss des Masterstudiums der Geographie (USW) 2011, dem Abschluss des Doktoratsstudiums der Rechtswissenschaften 2014 und der Verleihung der venia docendi für die Fächer Zivilverfahrensrecht und Bürgerliches Recht 2019 ist er seit 2022 Universitätsprofessor am Institut für Zivilgerichtliches Verfahren der Universität Innsbruck mit Forschungsschwerpunkt Insolvenzrecht.

## Schriften (Auswahl)
- Die Insolvenzfestigkeit von Bestandverträgen. LexisNexis, Wien 2014, ISBN 978-3-7007-5833-4 (zugleich: Dissertation, Karl-Franzens-Universität Graz).
- mit Bettina Nunner-Krautgasser: Evidence in Civil Law – Austria. Institute for Local Self-Government and Public Procurement Maribor, 2015, ISBN 978-961-6842-44-0.
- Arbeitsverhältnis und Insolvenz Kommentar zum Insolvenz-Entgeltsicherungsgesetz und zu arbeitsrechtsbezogenen Vorschriften der Insolvenzordnung von Gert-Peter Reissner und bearbeitet von Philipp Anzenberger und anderen, Wien, 2018, ÖGB Verlag, ISBN 978-3-7035-1042-7
- Der gerichtliche Vergleich. LexisNexis, Wien 2020, ISBN 978-3-7007-7908-7 (zugleich: Habilitationsschrift, Karl-Franzens-Universität Graz).

## Herausgeberschaften
- Europäisches Zivilverfahrensrecht in Österreich VI ,  mit Peter G. Mayr und Martin Trenke, Wien, 2024,  MANZ'sche Verlags- und Universitätsbuchhandlung, ISBN 978-3-214-25548-0
- Insolvenzvorsorgliche Vertragsgestaltung mit Sebastian Hütter und Nina Pichler, Heidelberg 2025, C.F. Müller, ISBN 978-3-8114-6502-2
- Internationalisierung der Justiz im digitalen Zeitalter  mit Klaus Schwaighofer, 0225, Tübingen, Mohr Siebeck, ISBN 978-3-16-162589-3